# Морузов, Михаил Николаевич
Михаил Николаевич Морузов (рум. Mihail Moruzov; 8 ноября 1887, Сарикёй — 27 ноября 1940, Жилава) — основатель и первый руководитель Секретной информационной службы румынской армии, более известной как «Сигуранца». Историками за свою деятельность в разведывательной службе Румынии называется часто «румынским Вильгельмом Канарисом».

## Биография

### Происхождение
Родился 8 ноября 1887 года в деревне Сарикёй (ранее называвшейся Зебил), в жудеце Тулча королевства Румынии. Родители: Николай и Мария Морузовы, русского происхождения (по одной версии, липоване; по другой версии, потомки беглых запорожцев). Дед, Симеон, равно как и отец Михаила, — священники православной церкви. В семье было ещё шестеро детей (четыре мальчика и две девочки); отец Николай более 40 лет (с 1885 по 1927 год) служил священником в русской Преображенской церкви Тульчи. В документах от 20 ноября 1940 фигурирует рассказ сестры Михаила, Пелагеи, о русском происхождении семьи. Хория Сима, однако, презрительно отзывался о происхождении Морузова как о «славяно-монгольском».

### Образование
Михаил отучился всего три класса деревенской школы, поскольку был довольно плохим учеником и не соблюдал дисциплину. Преемник Михаила Морузова, Эужен Кристеску, писал, что Михаил знал только русский и болгарский языки, не знал ни одного западноевропейского языка и даже не читал ни одной книги, только газеты, хотя при этом обладал отличной памятью. По другим данным, Михаил увлекался детективной литературой, а также знал украинский, турецкий и татарский языки (на них говорили в Добрудже и Буджаке).

### Деятельность
В 1909 году юный Михаил стал агентом румынской полиции и к 1917 году возглавил Информационную службу в Добрудже. То время было трудным для страны: её экономика была разорена после Первой мировой войны, а у румынского государства объявились новые внешние враги в лице Болгарии и СССР и внутренние в лице агрессивной Железной гвардии. Михаил примкнул к тем лицам, которые поддерживали власть монарха: Кароль II очень сильно доверял Морузову. Оправдать доверие монарха Михаил сумел, предотвратив капитуляцию и интернирование двух дивизий Русской императорской армии немцами, а также сорвав планы советской разведки по наводнению румынской экономики фальшивыми деньгами. Русские корни помогали ему предотвращать дезертирство солдат с русскими и украинскими корнями.
В 1924 году Михаил Морузов создал Секретную разведывательную службу румынской армии, которая стала известна как «Сигуранца». Для развития румынской армии ему пришлось часто «идти по лезвию ножа»: сбор информации включал в себя интриги и скандалы. Личные качества Морузова позволили румынским спецслужбам на некоторое время стать лучшими в Европе. В посольстве каждой значительной страны в Бухаресте у Морузова были контакты. Его подъёму способствовало его понимание важности технических средств. Личный автомобиль Морузова Mercedes-Benz был оборудован записывающим устройством и даже радиостанцией. С 1936 года Морузов стал открывать учебные заведения по подготовке разведчиков: секретарей-машинистов, телеграфистов, радистов, экспертов по фото- и видеотехнике, а также специалистов по дактилоскопии. Личный кабинет Морузова был оборудован множеством записывающих устройств и носителей (кассеты и пластинки), прозрачных зеркал, приборов наблюдения (различных перископов) и чувствительных фотоэлектрических датчиков.
Михаил Морузов имел большие связи не только за рубежом, но и у себя на родине. Своим информаторам он платил большие деньги: так, Хория Сима получал до 200 тысяч румынских леев, по словам Георге Кристеску, брата преемника Морузова. Его информаторами также были принцесса Катерина Караджа, майор Кристиан Николае (из семьи Брэтиану), Эужен Титиану (один из журналистов газеты Universul), Митицэ Константинеску и Виктор Иаманди (они следили за Дину Брэтиану и Национальной либеральной партией), Гицэ Маринку (шпион за всеми партиями), Александру Вайда-Воевод, Николае Йорга (занимались историческими исследованиями) и адмирал Ион Кондэ. В Министерстве обороны и Генеральном штабе Морузов мог найти нужных ему людей и при помощи финансов заручиться их поддержкой (так, он мог даже арендовать для них помещения по завышенным ценам).

### Семья
Михаил был женат дважды. Первой супругой была Мария Антон Вэрару, в браке у них родилась дочь Аврора-Флорина (1925), которая никогда не выходила замуж и не имела детей. Мария однажды была сбита машиной и осталась навсегда прикованной к инвалидному креслу, что ухудшило отношения между супругами: Михаил считал, что Мария слишком отвлекает его от работы, и в итоге в 1932 году они развелись. Второй супругой стала преподавательница французского языка Теодора Сэндулеску из Силистры, с которой Михаил развёлся в 1938 году.

### Конец карьеры и гибель
К концу карьеры Морузов настолько увлёкся техническими аспектами шпионажа и разведки, что фактически возомнил себя незаменимым лидером и закрыл глаза на своё предназначение — сбор информации для руководства государства. Эужен Кристеску писал: «Морузов давно запутался в сети внутренних политических интриг [и] перепутал политическую информацию с политикой как таковой и игры информаторов с политическими играми. Поэтому он провалился в каскад интриг между иностранными разведывательными службами, которые боролись за влияние в нашей стране». Из-за чрезмерной лояльности правившему монарху Каролю II Морузов попал под прицел Железной гвардии, которая развязала фактически войну против монарха. В ходе этих стычек погибли многие руководители с обеих сторон, в том числе и идеолог румынских фашистов Корнелиу Зеля Кодряну.
5 сентября 1940 в стране грянул переворот, и Железная гвардия пришла к власти. Морузов был арестован на следующий день по приказу Иона Антонеску, назначенного премьер-министром после отречения Кароля II, и брошен в тюрьму в Жилаве около Бухареста. Антонеску обвинял Морузова в злоупотреблении полномочиями и многочисленных преступлениях, совершённых им во время пребывания у руля Сигуранцы; в числе предъявленных обвинений значились такие пункты, как:
- полицейские репрессии против Железной гвардии в 1930-е годы[4], инициируемые Каролем II[15] (в том числе расправа над 105 легионерами в ночь с 21 на 22 сентября 1939 по приказу Кароля II и убийство Арманда Кэлинеску)[5];
- покушение на Корнелиу Кодряну и его убийство[4];
- сбор компромата для Лицэ Баранги, матери Иона Антонеску;
- сбор компромата для Марии, супруги Иона Антонеску, и клевета на «кондукэтора» (доказательства его двойной жизни и супружеской неверности)[5];
- тайное сотрудничество с НКВД[16].

Прямых доказательств причастности Морузова к этому не было, хотя многое из того компромата оказалось впоследствии правдой. Но Сима в своё время был информатором Морузова, и, следовательно, Морузов мог раскрыть правду о преступлениях Железной гвардии и не только свести на нет их политические амбиции и подорвать авторитет в глазах однопартийцев, но и самих бросить в тюрьму. Бывший руководитель Сигуранцы был для них опасным свидетелем, и доводить расследование до конца Сима не решился, опасаясь мести. Уговоры Вильгельма Канариса не убедили Железную гвардию остановиться, и Антонеску принял вскоре решение — уничтожить всех арестантов и отомстить за расправу над легионерами, произошедшую сентябрьской ночью 1939 года.
В ночь с 26 на 27 ноября 1940 в румынской тюрьме в Жилаве прокатилась волна расправ. Сначала Антонеску приказал начальнику полиции Стефану Завояну, который охранял арестованных монархистов во главе с Морузовым, увести своих подопечных в другое место. Завояну догадался, что Антонеску решил устроить самосуд над арестантами, и отказался исполнять приказ. Антонеску решил заменить гвардейцев на обычных военных, что вызвало бешенство у Железной Гвардии. В ту же ночь они ворвались в тюрьму и убили всех заключённых прямо там. Морузов, находившийся в форте № 13 военной тюрьмы и камере № 1, был убит легионерами Железной гвардии вместе с 63 другими заключёнными. Все 63 остальных человека были убиты одним выстрелом в голову, а вот с Морузовым легионеры поступили немного по-другому и убили его несколькими выстрелами в шею.